# 富士川英郎
富士川 英郎（ふじかわ ひでお、1909年2月16日 - 2003年2月10日）は、日本のドイツ文学者・比較文学者、東京大学名誉教授。

## 経歴
出生から修学期
1909年、東京で生まれた。父・富士川游は医師で医学史家。神奈川県立湘南中学校、旧制広島高等学校を経て、東京帝国大学に進学。1932年に卒業。戦前、戦中は雑誌『四季』、『批評』などに寄稿。
文学研究者として(戦前)
1936年、第六高等学校講師となり岡山に住んだ。1938年、長男富士川義之が誕生。1943年、佐賀高等学校教授を命じられた。
太平洋戦争後
1946年、九州帝国大学講師に就いた。1949年に新制発足した東京大学教養学部助教授となり、1956年に教授昇格。大学ではドイツ文学、比較文学を講じ、1961年からは比較文学比較文化研究室主任教授を務めた。大学では島田謹二、氷上英廣が同僚であった。1969年に東京大学を定年退官し、名誉教授となった。同年4月からは玉川大学教授として教鞭を執り、1979年に定年退職。退任後も5年間は客員教授として教鞭を執った。1989年に日本藝術院会員に選出された。終生鎌倉市に在住した。2003年に死去。

## 受賞・栄典
- 1968年：読売文学賞（評論・伝記賞）を受賞。『江戸後期の詩人たち』に対して。
- 1968年：高村光太郎賞を受賞。『江戸後期の詩人たち』に対して。
- 1986年：日本芸術院賞受賞[1]。
- 1990年：『菅茶山』で大佛次郎賞を受賞した。

## 研究内容・業績
ドイツ文学者としてはR・M・リルケを専門とし、『リルケ全集』の編纂を行った。またホフマンスタールの最初期の翻訳者で、のちに弟子らと『ホフマンスタール選集』の編纂にも参加した。
比較文学の点では近世漢詩の研究でも『江戸後期の詩人たち』が良く知られている。汲古書院で刊行された『詩集日本漢詩』（全20巻）、『詞華集日本漢詩』（全11巻）、『紀行日本漢詩』（全5巻）の編纂にも参与した。
指導学生
- 小堀桂一郎
- 平川祐弘
- 芳賀徹[2]

## 家族・親族
- 父：富士川游は医師、医学史家。森鷗外は父の友人でもあった。
- 長男：富士川義之はイギリス文学者。都立大学・東大・駒澤大学で教員であった。

## 著作
- 『ライナア・マリア・リルケ：詩人の生涯』南風書房 1948
- 『リルケ』世界評論社 1950
- 『リルケ：人と作品』東和社 1952
- 『リルケと「軽業師」』弘文堂 1958
- 『江戸後期の詩人たち：鴟鵂庵詩話』麦書房 1966[3]、再版 1972  
  - 『江戸後期の詩人たち』筑摩叢書 1973、再版 1983
  - 『江戸後期の詩人たち』平凡社東洋文庫 2012 - 新版解説：揖斐高（電子書籍も刊）
- 『菅茶山と頼山陽』平凡社東洋文庫 1971。ワイド版 2006
- 『西東詩話：日独文化交渉史の側面』玉川大学出版部 1974
- 『鴟鵂庵閑話』筑摩書房 1977
- 『書物と詩の世界』玉川大学出版部 1978
- 『萩原朔太郎雑志』小澤(沢)書店 1979
- 『失われたファウナ：消間詩話』小澤書店 1980
- 『菅茶山：日本詩人選30』筑摩書房 1981
- 『鷗外雑志』小澤書店 1983
- 『儒者の随筆』小澤書店 1983
- 『黒い風琴』小澤書店 1984
- 『詩の双生児 朔太郎と犀星』小澤書店 1985
- 『讀書好日』小澤書店 1987
- 『讀書游心』小澤書店 1989
- 『茶前酒後』小澤書店 1989
- 『本とわたし』湯川書房 1989 [4]
- 『菅茶山』福武書店 1990 [5]
- 『富士川游』小澤書店 1990
- 『讀書間適』小澤書店 1991
- 『讀書散策』研文出版 2003 - 遺著
- 『読書清遊：富士川英郎随筆選』高橋英夫編、講談社文芸文庫 2011

記念論集
- 『東洋の詩 西洋の詩 富士川英郎還暦記念論集』 氷上英廣編、朝日出版社、1969

### 主な訳書
- ホフマンスタアル 『文藝論集』山本書店 1942
  - 改題『詩に就ての対話』角川書店(飛鳥新書) 1947
  - 組込『ホフマンスタール選集』河出書房新社（全4巻） 1972-1973。改訳
- 『リルケ書簡集』(全4冊・未完) 、養徳社 1950-1951
  - 改訂新版（全2冊）、人文書院 1968 - 各・分担共訳
- トウルン・ウント・タクシス侯爵夫人『リルケの思出』 養徳社 1950／新潮文庫 1953
- リルケ/アンドレ・ジイド『孤独と友情の書：往復書簡』 原田義人共訳、みすず書房 1953
- マグダ・フォン・ハッティンベルク（ドイツ語版）『リルケとの愛の思い出』 吉村博次共訳、新潮社 1953
- 『リルケ選集』(全4巻) 共訳、新潮社 1954
- 『葡萄の年：リルケ未発表詩集』新潮社 1954(一時間文庫)
- 『リルケ 愛の手紙』矢内原伊作共訳、三笠書房 1955、新版 1964
- ジョセフ・アンジェロス（ドイツ語版）『リルケ』 菅野昭正共訳 新潮社 1957
- ルー・ザロメ『リルケ』 吉村博次共訳、彌生書房(彌生選書) 1959
- 『日時計：現代ドイツ詩集』彌生書房 1961
- 「グストヒエンへの手紙」-『ゲーテ全集 11』人文書院 1961
- 『リルケ全集』(全14巻) 責任編集、彌生書房 1960-1965
  - 改訂版 (全7巻) 責任編集、彌生書房 1973-1974

『1巻 詩集』分担訳
『3巻 詩集 ドゥイノの悲歌　オルフォイスへのソネット』分担訳
『6巻 書簡』ザロメ宛の手紙を担当
『7巻 日記・リルケの生涯』作家・作品論を担当
- 『リルケ詩集』新潮文庫 1963 - 度々改版（電子書籍化）
  - シリーズ組込『世界名詩集大成 第7巻 ドイツ』平凡社 1958
  - シリーズ組込『リルケ詩集』(世界の詩 29) 彌生書房 1965
  - シリーズ組込『リルケ詩集』(カラー版世界の詩集 7) 角川書店 1967
  - シリーズ組込『リルケ詩集』(世界詩人全集 13) 新潮社 1968
  - シリーズ組込『世界名詩集9 時禱集』平凡社[6] 1967
  - シリーズ組込『世界名詩集10 鎮魂歌』平凡社 1969
- 『リルケ　芸術と人生』白水社 1966[7]、新装復刊 1997、2022
- 『ホーフマンスタール／ゲオルゲ』[8](世界名詩集 8) 平凡社 1968
  - 『ホーフマンスタール 詩集・拾遺詩集』平凡社ライブラリー 1994
- 『譯詩集 北方の竪琴』小澤書店 1988[9]

## 富士川英郎に関する資料
伝記
- 富士川義之『ある文人学者の肖像 評伝・富士川英郎』新書館[10]、2014

巻末に年譜書誌。第66回読売文学賞（評論・伝記部門）
図録
- 『文人学者・富士川英郎展』神奈川近代文学館、2016年1月-3月